# Schmidtiana apicalis
Schmidtiana apicalis is een keversoort uit de familie van de boktorren (Cerambycidae). De wetenschappelijke naam van de soort werd voor het eerst geldig gepubliceerd in 1889 door Jacobus Rudolfus Hendrik Neervoort van de Poll.